# Раналди, Элена
Эле́на Рана́лди Ноге́йра (порт. Helena Ranaldi Nogueira; род. 24 мая 1966, Сан-Паулу, Бразилия) — бразильская актриса.

## Биография
Элена Раналди Ногейра родилась 24 мая 1966 года в Сан-Паулу (Бразилия) в семье экономиста Марселу ди Оливейра Ногейра и домохозяйки Элены Раналди. У Элены есть четверо сестёр, не считая старшей Сюзанны Раналди (1965—1985), которая умерла от рака.

## Карьера
В 1990 году Элена начала кинокарьеру и прославилась с ролью Яры Стайн из телесериала «Хозяйка судьбы» (2004—2005).
В 1996 году Элена вела раздел тележурнала «Фантастику» на телеканале «Глобу» по очереди с Педру Биалом.

Мне очень нравилось, но поначалу я отказалась, когда меня пригласили, — вспоминает Раналди
.
После этого она получила приглашение из отдела журналистики этого канала, но дирекция хотела, чтобы в обязанности и заботы Элены не входило содержание программы и новостей, чтобы она была просто ведущей. Элена боялась, что эта работа могла повредить её кинокарьере.

## Личная жизнь
В 1994—2004 годах Элена была замужем за режиссёром Рикарду Ваддингтоном (род. 1960). В этом браке Раналди родила своего первенца — сына Педру Ваддингтона (род. 1995).
В 2008—2010 годах Элена была замужем за Максом Сеттом.